# Primelles
Primelles – miejscowość i gmina we Francji, w Regionie Centralnym, w departamencie Cher.
Według danych na rok 1990 gminę zamieszkiwało 247 osób, a gęstość zaludnienia wynosiła 9 osób/km² (wśród 1842 gmin Regionu Centralnego Primelles plasuje się na 893. miejscu pod względem liczby ludności, natomiast pod względem powierzchni na miejscu 406.).